# Meersalz von Trapani

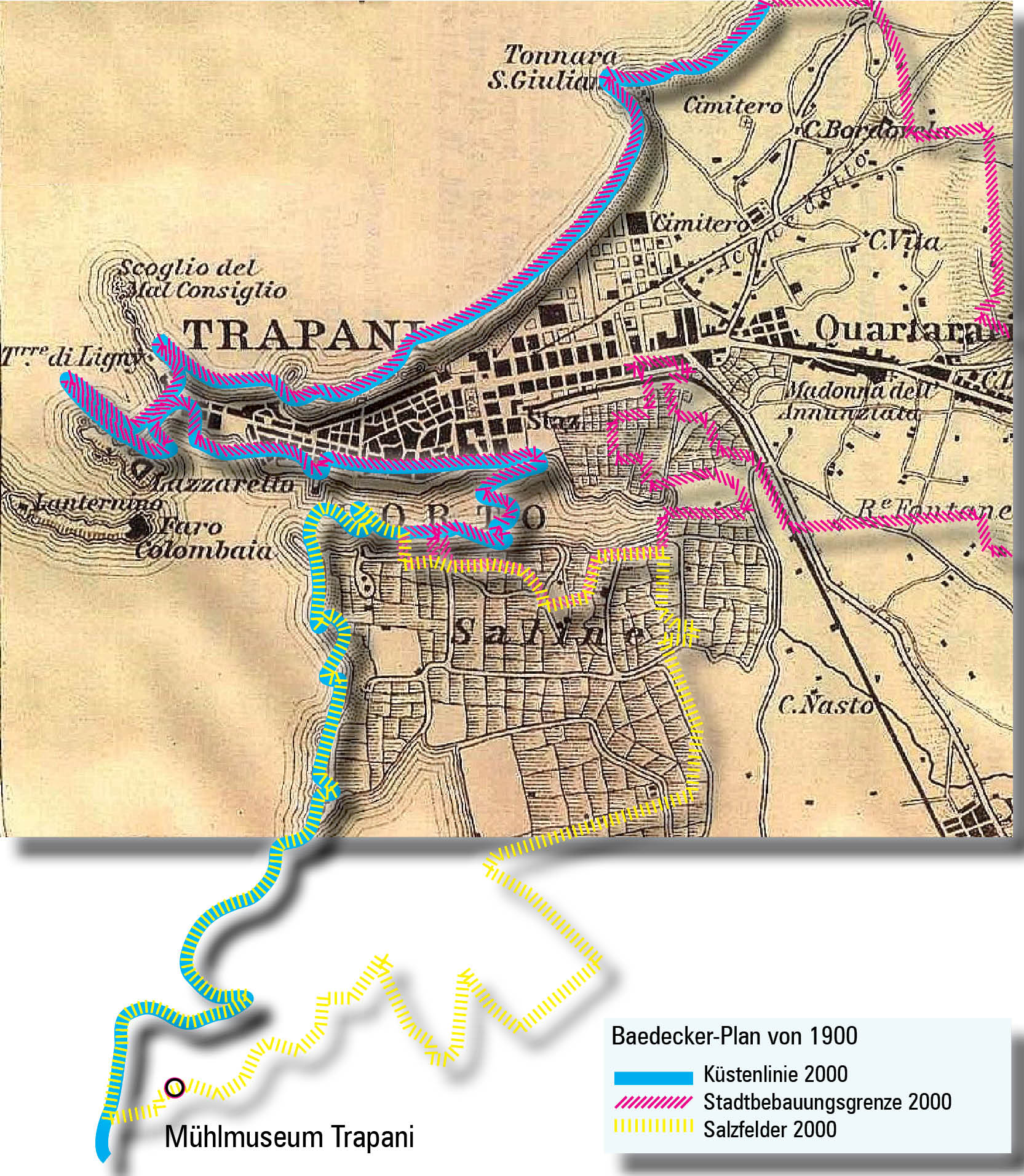
Kartenstich Baedeckers von 1900 mit aktueller Küstenlinie, Bebauungsgrenze und Salzfeldern

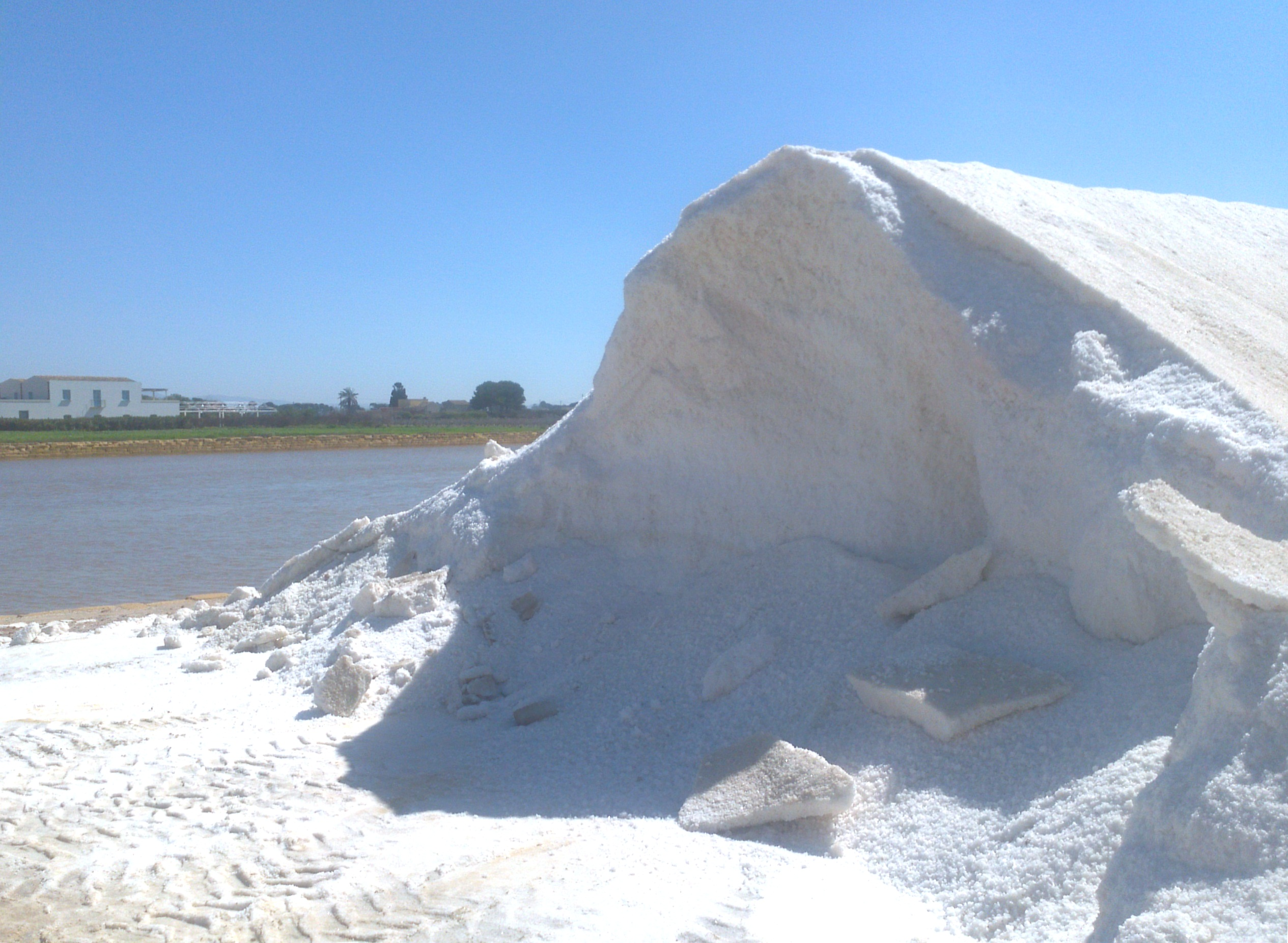
Salzlager in der Saline südlich Trapani

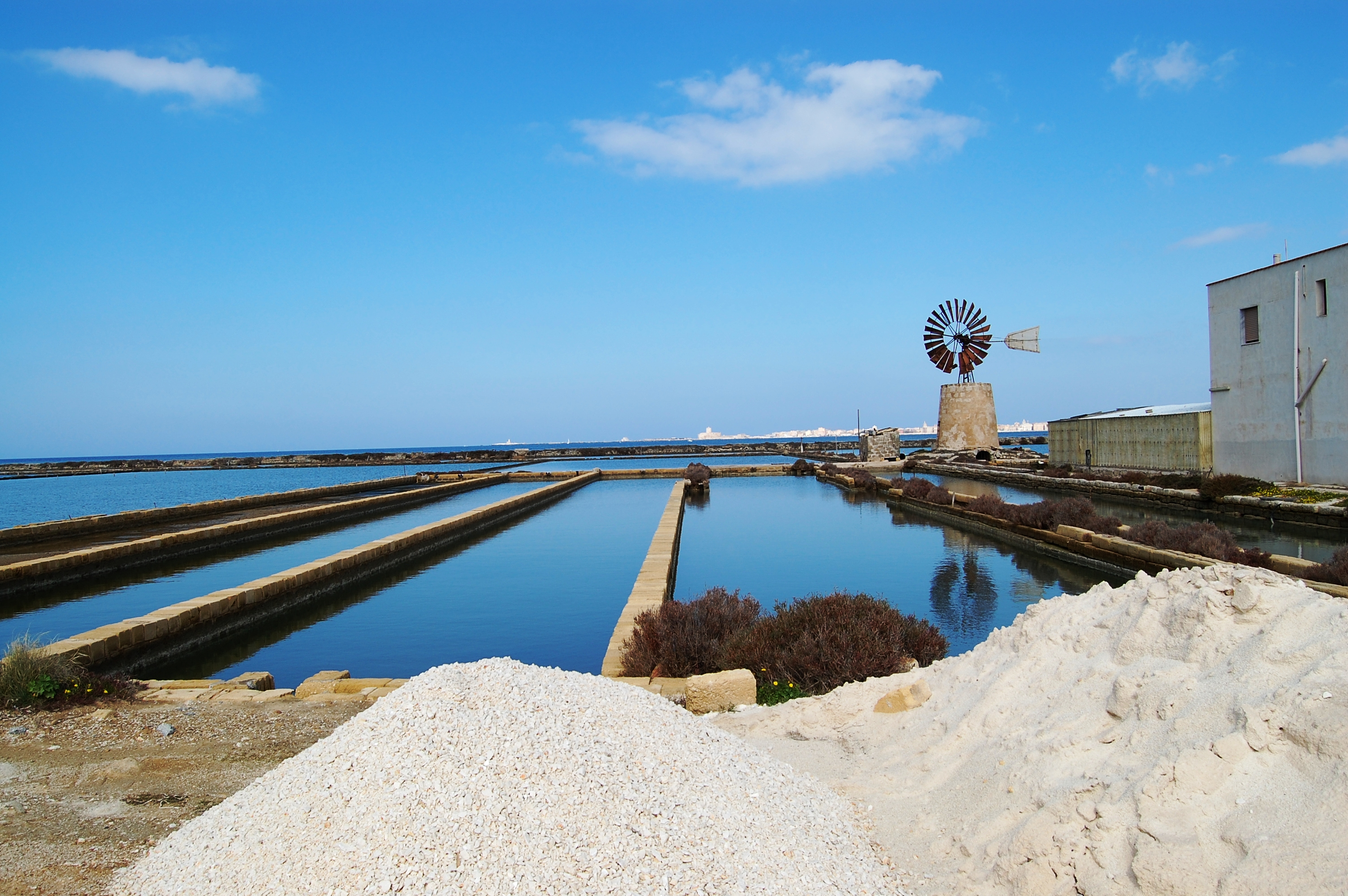
Die Bassins, im Hintergrund Trapani

Das Meersalz von Trapani (italienisch Sale Marino di Trapani) wird durch natürliche Verdunstung hergestellt. Als Lebensmittelprodukt ohne künstliche Zusatzstoffe besitzt es seit März 2012 die Klassifikation IGP (italienisch Indicazione Geografica Protetta).
Das Salz enthält Jod und andere für den menschlichen Organismus wichtige Spurenelemente. Es wird von Hand gereinigt und verpackt. Die IGP-Klassifizierung ist eine wichtige, substanzielle Grundlage zum Erhalt der Salzproduktion.
Das Gebiet der Salinen umfasst Teile der Gemeinden Trapani, Paceco und Marsala und wird von der „Via del Sale“ gesäumt, die von Trapani bis Marsala verläuft und 1995 für den Großen Europäischen Preis für Tourismus und Umwelt ausgezeichnet wurde.

## Geschichte
Die Gewinnung von Salz an diesem Küstenstreifen ist für die vergangenen dreitausend Jahre nachgewiesen. Bereits die Phönizier handelten nach Überlieferungen zufolge an dieser Stelle mit dem „Weißen Gold“, spätestens für die Zeit seit 1154 existieren schriftliche Belege für dessen Gewinnung. Unter dem Normannenkönig Roger II. entstand ein Reisebericht, der die Umstände genau beschreibt.
1910 erhielt das Meersalz von Trapani bereits eine Goldmedaille bei der Internationalen Ausstellung für Medizin und Hygiene in Buenos Aires. Bis nach Nordeuropa zur Fischkonservierung ist das Salz geliefert worden.:21
Nach einem ersten Bevölkerungssprung in den 1910er Jahren wuchs in den 1940er und 50er Jahren die Bevölkerung wiederum stark an und damit auch die Verstädterung, die die nördlich gelegenen Salinen-Flächen verschlang. Mit irreparablen Schäden, ausgelöst durch eine große Flut im Jahre 1965, kam die Produktion endgültig zum Erliegen.
Die Herstellung erfolgt heute ausschließlich in den Salinen innerhalb der 1984 bzw. 1995 unter Schutz gestellten Riserva isole dello Stagnone und des Naturreservats Salinen von Trapani und Paceco, die als erhaltenswertes Kulturland anerkannt wurden. Diese Unterschutzstellung initiierte die Wiederaufnahme dieser traditionellen Tätigkeit der Salzgewinnung, die seit den 1950er Jahren nicht mehr rentabel erschien.
Federführend für die Bemühungen um die Wiederaufnahme der Salzgewinnung war der private Verein „Consorzio per la valorizzazione del sale marino di Trapani“, der durch die italienische Sektion des WWF unterstützt wurde.

## Herstellung

### Salzpfannen

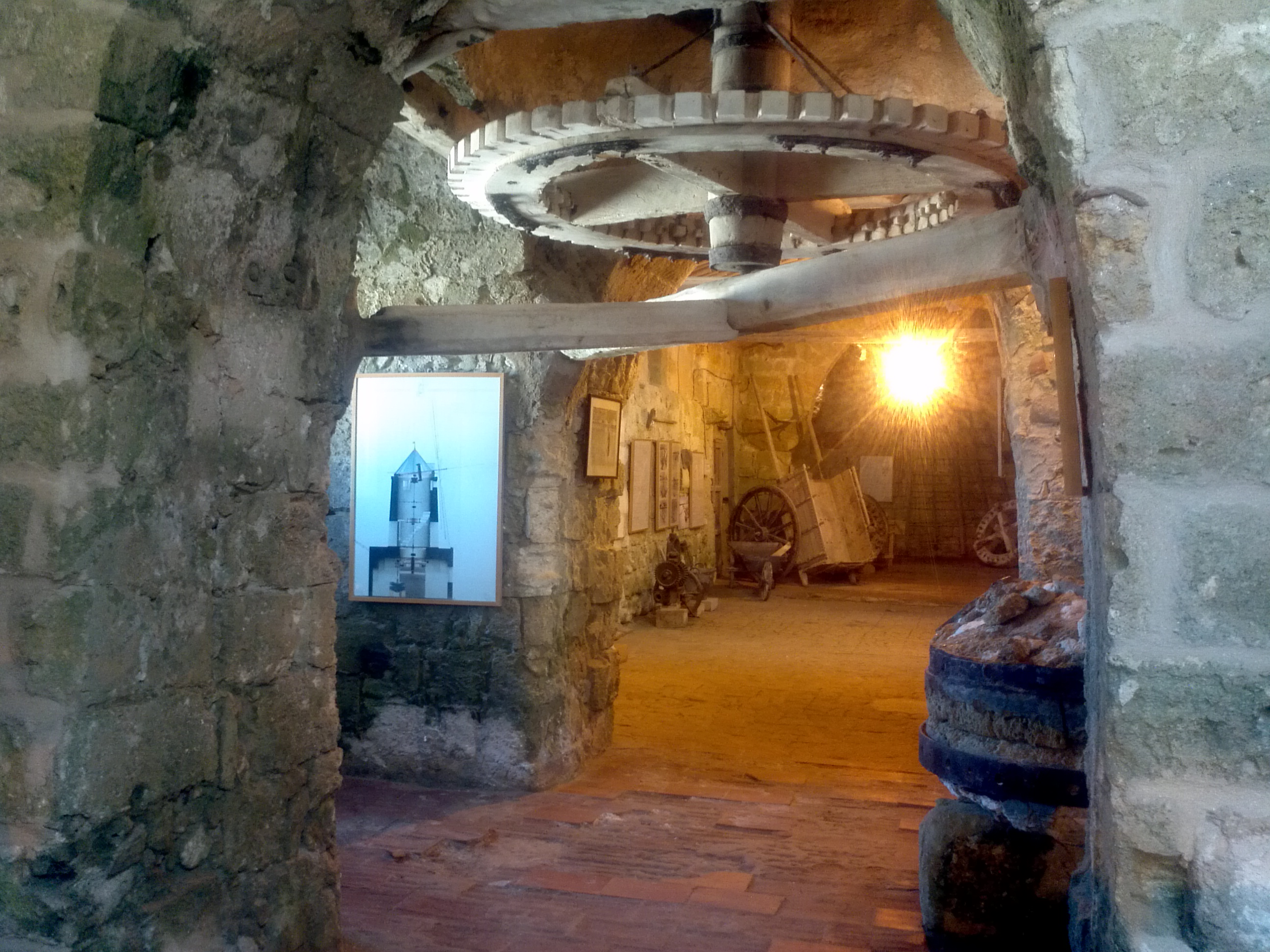
Im Mühlenmuseum am Mittelpunkt der Mühle

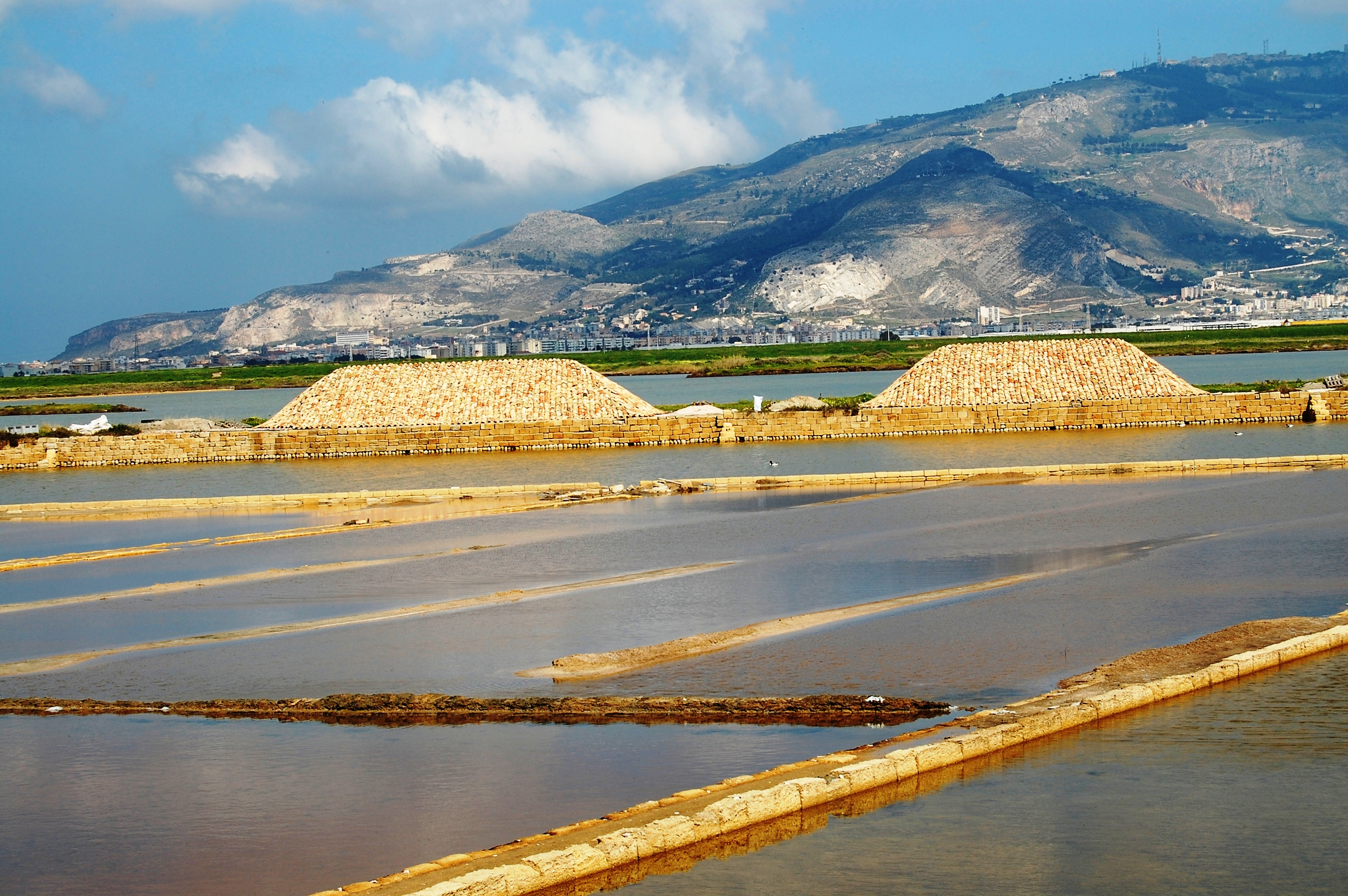
Salzlager, mit Tonziegeln abgedeckt

Die Gewinnung des Salzes erfolgt in sogenannten „Salzpfannen“, flachen Wasserbecken, in denen der Wasserstand reguliert werden kann und in denen die Anreicherung des Salzgehaltes durch Verdunstung erfolgt. Der Salzgehalt wird in Grad Baumé (°Bé) gemessen. Die Becken haben sehr unterschiedliche Größen, die jedoch mehr den traditionellen geografischen Gegebenheiten als der Funktion des Herstellungsprozesses geschuldet sind. Die Größe der Becken und deren Wassertiefe verringern sich immer stärker im Verlauf der höheren Salz-Konzentrierung.
Vier unterschiedliche Salzpfannen werden unterschieden: Als erstes wird das Meerwasser in Becken mit dem Namen „Fridda“ geleitet. Sperren verhindern das Einwandern von Meerestieren. Das Becken liegt genau auf dem Niveau des Meeresspiegels und wird mit der hier wenig ausgeprägten Tide geflutet und mithilfe wasserdichter Schotten geschlossen. Der Salzgehalt entspricht genau dem natürlichen Vorkommen im Mittelmeer mit 3,5–4,5 °Bé. Das zweite Becken „Vasa cultivu“ ist durch Kanäle mit dem ersten verbunden. Mithilfe der Windkraft, die durch die Windmühlen in Drehbewegung umgesetzt wird, erfolgt die Weiterleitung in dieses geringfügig höher gelegene Becken. Die Wassermenge hat sich bereits um ein Drittel reduziert, der Salzgehalt liegt entsprechend bei ca. 12 °Bé. Diese hier bevorratete Salzlake, auch „Mutterwasser“ genannt, ist der Grundstoff für die Salzproduktion des nachfolgenden Produktionszyklus.
Das dritte Bassin „Ruffiana“ oder auch „Ruffianeddra“ erreicht einen Salzgehalt von 16 bis 18 °Bé und ist ebenfalls mit dem Vorgängerbecken durch den sogenannten Rohwasserkanal verbunden, über den der Salzgehalt gesteuert werden kann. Je nach Witterungseinflüssen wird auf dem Vasa cultivu vor dem Abstich ins nächste Becken noch Wasser zugeführt. In dieser vierten Pfanne „Caura“ oder auch „Sintina“ bekommt das Wasser eine Dichte von 24 bis 26 °Bé und wird als „Aqua fatta“ (gefertigtes Wasser) bezeichnet.

### Herstellungszyklus
In der zweiten Märzwoche wird mit der Reinigung aller Becken begonnen. Der über den Winter angesammelte Schlamm wird für das Dichten der Anlage verwendet. Dann wird die gesamte Anlage zunächst entleert, anschließend von Meerwasser durchströmt und hinterher ausgefegt. In der Zeit der eigentlichen Produktion muss mit einer geringfügigen Verunreinigung, gerechnet werden, der am Ende den sogenannten unlöslichen Rückstand bildet. Die Ursache dafür ist, dass die Becken produktionsbedingt völlig offen und verschattungsfrei sein müssen, um die rein durch die Sonneneinstrahlung verursachte Verdunstung zu gewährleisten. Diese Verunreinigungen sind aber vernachlässigbar und werden in nachfolgenden Reinigungsstufen kompensiert. Bis Ende September – genau 176 Tage lang – kann die Produktion erfolgen. Außerhalb dieser Zeit sind die Bedingungen aufgrund zu niedrigen Sonnenstands zu ungünstig. In der Produktionszeit erfolgen zwei, in manchen Jahren drei Ernten.
Zum „Ernten“ wird in den beiden heißesten Monaten, im Juli und August, das „gefertigte Wasser“ in die sogenannten „Sintina“ geleitet. Dort kristallisiert das Salz aus. Es wird in langen Reihen aufgehäufelt und mit Tonziegeln abgedeckt. In diesem Zustand trocknet das Salz über den Winter weiter, bevor es im nächsten Frühjahr weiterverarbeitet und verkauft werden kann. Es darf dann nur noch max. 8 Prozent Restfeuchte enthalten.
Das Gesetz erlaubt eine oder mehrere der folgenden Bearbeitungen durchzuführen: Es ist gestattet:20
- Gegenstromwaschen des Salzes in gesättigter Sole, die aus den Becken der Salinen im Erzeugungsgebiet stammt
- Zentrifugieren
- mechanisches Mahlen vor Ort in Steinmühlen (traditionelle Windmühlen) oder in Edelstahlwalzenmühlen
- Trocknen in Fließbetttrocknern bei Temperaturen unter 250 °C
- mechanisches Sieben zur Fraktionierung nach festgelegten Korngrößenintervallen.

### Chemische Zusammensetzung
| Parameter              | Maßeinheit  | Sale Marino di Trapani |
| ---------------------- | ----------- | ---------------------- |
| unlöslicher Rückstand  | %           | < 0,2                  |
| Restfeuchte            | %           | < 8                    |
| Natriumchlorid (i. T.) | %           | > 97,0                 |
| Magnesium              | %           | < 0,70                 |
| Kalium                 | %           | < 0,30                 |
| Kalzium                | %           | < 0,40                 |
| Sulfate                | %           | < 1,5                  |
| Eisen                  | mg/kg (ppm) | < 20                   |
| Blei                   | mg/kg (ppm) | < 1,5                  |
| Zink                   | mg/kg (ppm) | < 1                    |
| Kupfer                 | mg/kg (ppm) | < 1                    |
| Chrom                  | mg/kg (ppm) | < 0,15                 |
| Quecksilber            | mg/kg (ppm) | < 0,05                 |
| Cadmium                | mg/kg (ppm) | < 0,15                 |
| Arsen                  | mg/kg (ppm) | < 0,1                  |
| Jod                    | mg/kg (ppm) | > 0,7                  |

Nach EU-Recht ist die Zusammensetzung dieses Lebensmittel unter Berücksichtigung des Codex Alimentarius genau festgelegt.:18f.

## Vertrieb
Das Salz darf mit dem eindeutig identifizierbaren Schriftzug „IGP — Sale Marino di Trapani“ vermarktet werden. Die Packungsgrößen sind auf elf Größen zwischen 100 g und 1000 kg festgelegt. Es werden aber auch Bigbags mit 1375 kg abgefüllt. Abnehmer sind neben dem Einzelhandel vor allem die Lebensmittelproduktion wie beispielsweise Schinkenräuchereien und die Käseherstellung.
Seit 1922 ist die Firma Sosalt S.p.A. für die Exploration zuständig. Die Produktionsfläche beträgt etwa 800 ha, der Jahresertrag 100.000 t. Täglich können bis zu 70.000 Salz-Packungen für Einzelhaushalte hergestellt werden.